# Paradise (Californië)
Paradise is een plaats (town) in Butte County in de Amerikaanse staat Californië. Paradise ligt in de foothills van de Sierra Nevada boven de noordoostelijke Sacramento Valley. In 2010 woonden er 26.218 mensen. In november 2018 verwoestte de Camp Fire, een grote bosbrand, Paradise en het naburige Concow vrijwel volledig.

## Geschiedenis
Voor de Amerikaanse kolonisatie woonden Maidu-indianen in de streek. De Maidu verbleven in de zomer en herfst op de heuvelrug waar nu Paradise ligt.
De eerste blanke kolonisten vestigden zich er tijdens de Californische goldrush. In 1857 werd een postkantoor gesticht in Dogtown, in het huidige Magalia. Er verschenen houtzagerijen. Met de komst van een school in 1861, een eigen postkantoor in 1877 en een kerk in 1879 werd Paradise een vaste nederzetting. In 1880 woonden er 301 mensen. Het is onduidelijk waar de plaatsnaam precies vandaan komt.
In 1904 werd de Butte County Railroad voltooid tussen Chico en Stirling City, met een halte in Paradise. De spoorweg – en irrigatie – leidden tot de ontwikkeling van boomgaarden voor appels, pruimen en peren.
De eerste officiële volkstelling van Paradise vond plaats in 1960; toen telde het dorp 8.268 inwoners. De bevolking groeide sterk in de volgende decennia. De plaats werd geïncorporeerd als gemeente (town) in 1979. In 1980 woonden er 22.571 mensen, waarna de bevolking langzamer groeide of, in de jaren 2000, lichtjes daalde.

### Bosbranden

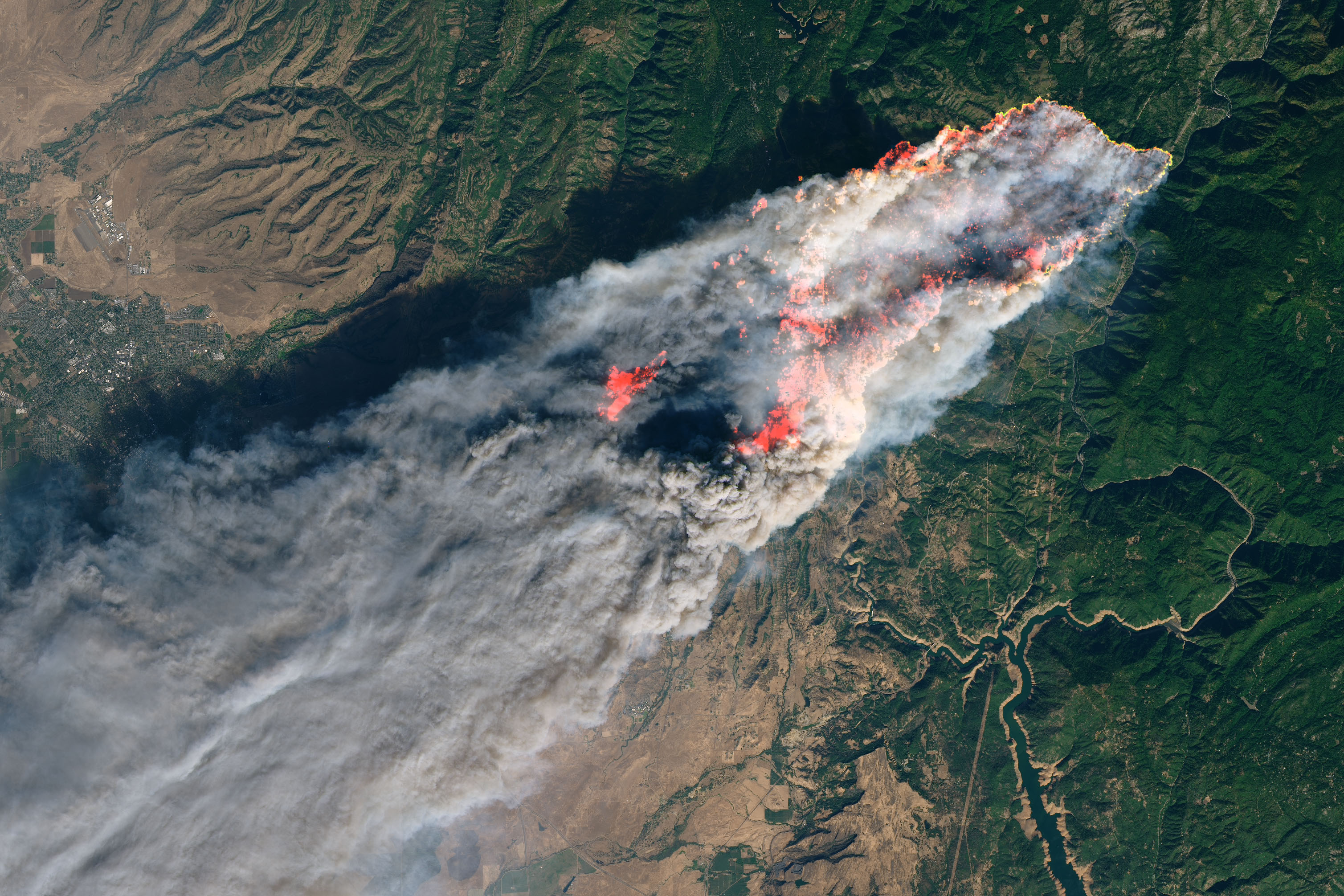
Satellietfoto van de Camp Fire op 8 november 2018

In juni 2008 werd Paradise bedreigd door de Humboldt Fire. De brand vernietigde 9.200 hectare land. 9.300 inwoners moesten geëvacueerd worden uit het zuidwesten van Paradise. In juli 2008 brandde de Camp Fire aan het noorden van het stadje, waardoor er opnieuw inwoners geëvacueerd werden.
Op 8 november 2018 ontstond een natuurbrand, eveneens Camp Fire genaamd, bij Pulga. Paradise werd geëvacueerd, waarna deze keer de hele stad en het naburige Concow vernield werden door de brand. De bosbrand maakte 85 slachtoffers en verwoestte meer dan 12.000 bouwwerken in de streek. Het is daarmee de meest destructieve brand in de geschiedenis van Californië.

## Demografie
Volgens de volkstelling van 2010, de meest recente officiële telling door het United States Census Bureau, woonden er 26.218 mensen in Paradise. De etnische samenstelling was als volgt:
- 24.129 (92,0%) blanken
- 330 (1,3%) Aziatische Amerikanen
- 301 (1,1%) indianen
- 112 (0,4%) Afro-Amerikanen
- 24 (0,1%) personen afkomstig van de eilanden in de Stille Oceaan
- 416 (1,6%) van een ander ras
- 906 (3,5%) van twee of meer rassen.

Van alle inwoners identificeerden zich 1.836 personen (7,0%) als hispanic of latino, termen die het United States Census Bureau losstaand van bovenstaande etniciteiten hanteert.